# Italianamerican
Pour plus de détails, voir Fiche technique et Distribution.
Italianamerican est un documentaire de 1974 réalisé par Martin Scorsese et mettant en vedette les parents de Scorsese, Catherine et Charles. 

## Synopsis
Les Scorsese parlent notamment de leurs expériences d'immigrants italiens à New York, tout en dînant dans leur appartement situé sur Elizabeth Street.
La mère de Scorsese enseigne également comment cuisiner ses boulettes de viande, une recette présentée plus tard dans le générique du film. Parmi les sujets abordés dans le film figurent la famille, la religion, leurs origines, les ancêtres italiens, la vie en Italie après la guerre et les difficultés des pauvres immigrants siciliens en Amérique qui s'efforcent de gagner de l'argent.
Scorsese rend hommage au quartier de Little Italy où il a grandi.